# عرشه‌دارسانان
عرشه‌دارسانان (نام علمی: Arcoida) نام یک راسته از زیررده باله‌ای‌شکلان است.